# العالية حمزة
العالية حمزة هي امرأة صالحة وزاهدة جزائرية سميت باسمها مقبرة العالية المقبرة الرسمية التي يدفن فيها العامة بجوار الزعماء والرؤساء الجزائريون ولدت سنة 1886 بمنطقة سور الغزلان ولاية البويرة ترجع أصولها لقبيلة أولاد نايل ، وهي إبنة محمد بوترعة وفاطمة شعبان وكانت تعرف بثرائها الكبير وعملها للخير وكفالتها لليتيم، حيث كانت بسبب عقمها قد قامت وتكفلت بتربية أبناء أختها «حبارة» التي تزوجت بأحد أقربائها من عائلة دحماني بسور الغزلان، وأبناء أبناء الأخت من العائلة لا يزالون يقطنون بمنطقة سور الغزلان التي تبعد عن العاصمة الجزائرية بـ 132 كلم. لإنصاف المرأة وكتابة الوقائع التاريخية يمكن لرجالات التاريخ التوجه إلى منطقة صور الغزلان والسماع لمن عايشة العالية من كبار المنطقة مواليد قبل 1932. كما يمكن التواصل مع أحفاد أختها الوحيدة «حبارة» المعروفين بعائلة دحماني الذين سمعوا الكثير عن حدتهم الثانية «العالية» من أبائهم وأمهاتهم الذين عايشوا العالية وتربوا في كنفها.

## نشأتها
تربت العالية في منطقة سور الغزلان في أسرة محافظة لأبوين ثريين جدا وكان لها أخ وحيد يسمى عيسى وأخت وحيدة تسمى حبارة وعند وفاة والدهم اقتسموا ثروته وعملت في مجال التجارة لتتوسع ثروتها وتملك آلاف الهكتارات من الأراضي في العاصمة ومناطق عديدة من الجزائر كمنطقة بوسعادة والجلفة وغيرها. إلى جانب عملها كمسؤولة في مدرسة لتدريس البنات في سيدي عيسى المجاورة لمنطقتها والتي أنشئتها بمالها الخاص قصد تدريس وكفالة البنات اليتيمات. رغبة منها في الحج سافرت العالية البقاع المقدسة لأداء مناسك الحج سنة 1928 -مع والدتها وأحد محارمها- وهي لم تتعدى 42 سنة. بعد إتمام مناسك الحج -التي كانت شاقة في تلك الفترة لعدم توفر الطائرات - شاءت الأقدار أن تودع العالية أمها بعد أو وافتها المنية ودفنت في البقاع المقدسة بجوار النبي صلى الله عليه وسليم وجوار خيرة الصحابة.

## زواجها
تزوجت من مدرس من بوسعادة اسمه كرميش محمد (خريج المدرسة العليا للأساتذة 1922) كان يشتغل في نفس المدرسة كمُدرّس للغة الفرنسية. لم تنجب العالية من محمد أبناءاً يقال لعقمها، وتكفلت بالأيتام من كثرة حنانها وحبها الشديد للأطفال.

## ثروتها
كانت ثروتها تعد بالمليارات وكانت لها أراض واسعة في منطقتها وفي العاصمة الجزائر وفي سيدي عيسى حيث كانت تلبس كل أنواع الحلي حتى أنها عندما تدخل الأعراس تخطف الأنظار من جميع الحضور بسبب ألبستها وحليها ومجوهراتها الفاخرة، ويقال أن حذائها وخمارها كان مزركش بقطع نقدية ذهبية والتي تعرف بـالويزة وعند المواسم تقيم الولائم والذبائح للفقراء والمساكين وتكسيهم وتطعمهم وكانت تحظى باحترام جميع الناس وكلهم يثنون على فضلها وأخلاقها وكرمها حيث أنها كانت بحق أما حنونا للفقراء والمساكين وهي نموذج للمرأة الجزائرية الحنونة والمعطاءة ولكن لم تحظ هذه المرأة بالرعاية الكافية من المسؤولين والمؤرخين الذين تجاهلوها أو تناسوها عن قصد أو غير قصد وكان بيتها مقصدا لكل من لا مأوى ولا مسكن ولا مطعم له.

## حكاية المقبرة
في سنة 1928 وهبت العالية للحكومة الفرنسية قطعة أرضية تقدر مساحتها بـ 800 ألف متر مربع، وذلك من أجل تحويلها إلى مقبرة لدفن موتى المسلمين، وطلبت بأن تكتب باسمها والذي ما زالت تحتفظ به إلى يومنا هذا. وتحولت مقبرة العالية إلى مثوى لجثامين الشهداء والزعماء والشخصيات المرموقة، على غرار الأمير عبد القادر، فاطمة نسومر، هواري بومدين، أحمد بن بلة، الشادلي بن جديد، عبد العزيز بوتفليقة، علي كافي وغيرهم.

## وفاتها
تقول الروايات أنها ماتت سنة 1932 ودفنت في مسقط رأسها ب سور الغزلان وكتب على قبرها الولية الصالحة العالية حمزة ولا أحد يعرف عن حجم أملاكها وأين ذهبت ومن قام بالاستحواذ عليها وهذا الأمر بقي سرا إلى اليوم.

### مواضيع ذات صلة
- مقبرة العالية
- مقبرة سيدي أمحمد بوقبرين
- مقبرة القطار